# Atanas Garabski
Atanas Garabski (10.05. 1955 – 12.11. 1996) è stato un calciatore bulgaro, di ruolo difensore.

## Carriera

### Club
Ha giocato 2 partite nella Coppa UEFA 1978-1979.

### Nazionale
Tra il 1976 ed il 1977 ha totalizzato 5 presenze ed un gol in nazionale.